# Nicolae Mărginean
Nicolae Mărginean (n. 2 ianuarie 1952) este un fost deputat român în legislatura 1990-1992, ales în județul Alba pe listele partidului FSN.